# Женишковецький заказник
Жени́шковецький зака́зник — гідрологічний заказник місцевого значення в Україні. Розташований у межах Віньковецької селищної громади Хмельницького району Хмельницької області, на південний схід від села Женишківці. 
Площа 70 га. Статус надано згідно з рішенням облвиконкому від 04.09.1982 року № 278. 
Статус надано з метою збереження водно-болотного природного комплексу в долині річки Рів.